# Julian Venonsky
Julian Venonsky (15 ottobre 1993) è un canottiere statunitense.

## Biografia
Si è formato a Berkeley presso l'Università della California. È apertamente gay. La sua squadra di club è il Cal Golden Bears. Compete per la nazionale dal 2017.
È stato vicecampione del mondo nell'otto ai mondiali di Sarasota 2017, dove ha gareggiato con i connazionali Dariush Aghai, Yohann Rigogne, Alexander Karwoski, Jordan Vanderstoep, Thomas Peszek, Nicholas Mead, Andrew Reed e Patrick Eble.
Ai mondiali di Plovdiv 2018 si è classificato quarto, mentre a quelli di Linz-Ottensheim 2019 quinto, sempre nell'otto.

## Palmarès
- Mondiali

Sarasota 2017: argento nell'8.